# Екали (дем Места)
 Тази статия е за селото в дем Места.  За предградието на Атина вижте Екали (дем Кифисия).  
Екали или Гедикли (на гръцки: Εκάλη, Екали) е село в Северна Гърция, Източна Македония и Тракия, в дем Места.

## География
Селото е разположено на 130 m надморска височина в югоизточното подножие на Урвил, северозападно от Саръшабан (Хрисуполи).

## История

### В Турция
В XIX век е село в Саръшабанска каза на Османската империя. На австро-унгарската военна карта е отбелязано като Гедиклер (Geikler).

### В Гърция
В 1913 година селото попада в Гърция след Междусъюзническата война. През 20-те години на XX век турското му население се изселва по споразумението за обмен на население между Гърция и Турция след Лозанския мир. Селото не е обновено веднага и в преброяването от 1928 година не се споменава. По-късно в него са настанени гърци бежанци.
| Година    | 1913 | 1920 | 1928 | 1940 | 1951 | 1961 | 1971 | 1981 | 1991 | 2001 | 2011 | 2021 |
| --------- | ---- | ---- | ---- | ---- | ---- | ---- | ---- | ---- | ---- | ---- | ---- | ---- |
| Население | 182  | 71   |      | 306  | 337  | 398  | 161  | 121  | 97   | 79   | 73   | 71   |